# イースト・グループ・ホールディングス
株式会社イースト・グループ・ホールディングス（英文社名：EAST GROUP HOLDINGS INC.）は、番組制作関連子会社を統括する持株会社である。

## 概略
TBSディレクターの東 修が独立して創業した制作会社で、社名は東の姓 (東 → EAST) に由来する。東は初代会長へなる際、二代目社長を富永正人に任せ、その後富永が二代目会長となり、2024年7月に会長は三代目となる市村勉が就いている。
当初はスタッフの派遣より始め、1980年代からテレビ番組の制作を手掛けている。東が大橋巨泉に「イーストの看板番組となるクイズ番組を作りたい」と依頼して、巨泉の無理難題で海外に子会社を設立したり、スタッフが巨泉が訪れていたハワイへ日帰り出張で説得するなど紆余曲折しながら『世界まるごとHOWマッチ』（毎日放送・TBS系）をスタートさせて以降、視聴率が高い人気番組を多数制作している。
大橋巨泉の他にビートたけしや所ジョージとも結び付きを深くしている。特にビートたけしとは1981年10月から2024年3月まで42年半もの期間、ずっとレギュラー番組を絶やさず共に作り続けていた。
『やっぱり猫が好き』『北野ファンクラブ』『平成教育委員会』『痛快TV スカッとジャパン』などフジテレビの番組を多数制作し、現在も『ボクらの時代』『奇跡体験!アンビリバボー』を制作している。

### 持株会社制
株式会社イーストの制作・映像部門を持株会社として、2010年9月1日に関連会社と共に設立された。法人設立日は株式会社イースト設立の1973年5月10日である。

## 役員
2024年7月現在
- 代表取締役会長：市村勉
- 代表取締役社長：佐久間大介
- 取締役：小林智
- 執行役員：刑部雅人
- 執行役員：戸沢聡
- 監査役：平出晋一
- 名誉会長ファウンダー：富永正人

## 直系子会社
- イースト - 旧イースト・エンタテインメント→E&W。前身はエイベックスとの合弁で設立されたエイベックス&イースト[1]。番組制作、映像部門を担う。2021年5月にウエストと吸収合併された。
- ノースプロダクション - 2011年4月にイースト・プロダクションとスリーシーズンを統合して設立された芸能事務所[2]。
- イースト・フィルム
- イースト・ライブ
- KPJ企画

### 過去
- イースト・コミュニケーションズ - 前身はイーストライツ。男性向けファッション誌『Free&Easy』を発行していたが2016年3月号で休刊、雑誌の世界観を表現したリアルショップ『ラッギドミュージアム』も閉店した[3]。
- オーケープロダクション - 旧大橋巨泉事務所。2009年3月に子会社化され、小倉智昭らが所属していた。2017年3月末で業務終了。所属タレントはノースプロダクションやオールラウンドに移籍した。
- イースト・ファクトリー - 2018年1月設立。イースト・エンタテインメントより分社化し、インターネット配信番組や一部テレビ番組の制作を移管。
- ウエスト - 2005年設立。テレビ局や制作会社にスタッフを派遣する人材派遣会社。2016年より制作部門が誕生し、自社制作も行う。2021年5月でイースト・エンタテインメントと合併吸収され会社解散となった。

### 関係先
- 日本テレビ放送網
- 日本放送協会
- フジ・メディア・ホールディングス
  - フジテレビジョン
  - 共同テレビジョン
  - ニッポン放送
- 毎日放送
- 東京放送ホールディングス
  - TBSテレビ
- 文化放送
- オフィス北野
- 全日本空輸

### イースト出身のスタッフ
- 吉田宏
- 梅本満（現在ブレイン・コミュニケーションズ代表）
- 波多野健
- 西瀧順二（現在アーズ代表）
- 上川伸廣（現在フリー演出家）
- 壁谷政彦（現在ファルコン代表）
- 今野徹（2017年12月逝去）
- 井上晃一（2013年11月逝去）
- 千葉隆弥（ダイナマイトレボリューションカンパニー代表）

### その他
- 平成教育シリーズ
- FNSの日
- オールラウンド - 2016年設立の芸能事務所。業務終了したオーケープロダクションから一部のタレントが移籍。